# ヴェスパタイン
『ヴェスパタイン』（Vespertine）は、アイスランド出身のミュージシャン、ビョークが2001年に発表した5作目のスタジオ・アルバム。日本で先行発売された。

## 背景
デンマークのDJ、トーマス・ナック等を共同プロデューサーに起用してレコーディングされた。ハープやオルゴールが多用されており、ビョーク自身によるオルゴール用の編曲を、マーク・ペロンがオルゴールに適応させた。
「サン・イン・マイ・マウス」の歌詞の一節は、E・E・カミングスの詩から引用されている。また、「ユニゾン」ではオヴァルのアルバム『Systemisch』収録曲「Aero Deck」をサンプリングしている。
ジャケット写真のビョークは、自身が2001年の第73回アカデミー賞授賞式に出席した際に着ていた白鳥ドレスを着用している。

## 評価
本作はセールス的に成功を収め、デンマーク、ノルウェー、フランスではビョークにとって初のアルバム・チャート1位獲得作品となった。また、日本のオリコンチャートでは自身初のトップ10入りを果たしており、アメリカではBillboard 200で自身初となるトップ20入りを果たしたのに加えて『ビルボード』誌のエレクトロニック・アルバム・チャートで1位を獲得した。
2000年から2009年発表のアルバムを対象としてSlant Magazineのスタッフが選出した「Best of the Aughts」では、本作が3位にランク・インした。

## 収録曲
特記なき楽曲はビョーク作。
1. ヒドゥン・プレイス - "Hidden Place" - 5:28
2. コクーン - "Cocoon" (Björk, Thomas Knak) - 4:28
3. イッツ・ノット・アップ・トゥー・ユー - "It's Not Up to You" - 5:08
4. アンドゥ - "Undo" (Björk, T. Knak) - 5:38
5. ペイガン・ポエトリー - "Pagan Poetry" - 5:14
6. フロスティ - "Frosti (Interlude)" - 1:41
7. オーロラ - "Aurora" - 4:39
8. アン・エコー・ア・ステイン - "An Echo, a Stain" (Björk, Guy Sigsworth) - 4:04
9. サン・イン・マイ・マウス - "Sun in My Mouth" (Björk, E. E. Cummings, G. Sigsworth) - 2:40
10. エアルーム - "Heirloom" (Björk, Console) - 5:11
11. ハーム・オブ・ウィル - "Harm of Will" (Björk, G. Sigsworth, Harmony Korine) - 4:36
12. ユニゾン - "Unison" - 6:47

### 日本盤ボーナス・トラック
1. ジェネラス・パームストローク - "Generous Palmstroke" (Björk, Zeena Parkins) - 4:24

## シングル
本作からのシングルのチャート最高順位を示す。
| タイトル             | チャート     | 最高順位 |
| -------------------- | ------------ | -------- |
| ヒドゥン・プレイス   | イギリス     | 21       |
| ヒドゥン・プレイス   | オランダ     | 60       |
| ヒドゥン・プレイス   | スイス       | 77       |
| ヒドゥン・プレイス   | スウェーデン | 47       |
| ヒドゥン・プレイス   | デンマーク   | 19       |
| ヒドゥン・プレイス   | 日本         | 63       |
| ヒドゥン・プレイス   | ノルウェー   | 19       |
| ヒドゥン・プレイス   | フィンランド | 11       |
| ヒドゥン・プレイス   | フランス     | 20       |
| ペイガン・ポエトリー | イギリス     | 38       |
| ペイガン・ポエトリー | フランス     | 49       |
| コクーン             | イギリス     | 35       |
| コクーン             | フランス     | 61       |

## 参加ミュージシャン
- ビョーク - ボーカル、プログラミング
- トーマス・ナック - プログラミング
- ジェイク・デイヴィス - プログラミング
- ダミアン・テイラー - プログラミング
- ガイ・シグスワース - キーボード、プログラミング
- マリウス・デ・ヴライス - プログラミング
- ヴァルゲイル・シグルズ - プログラミング
- マシュー・ハーバート - プログラミング
- マトモス - プログラミング
- ヴィンス・メンドーザ - オーケストレーション、ストリングス・アレンジ
- ジーナ・パーキンス - ハープ
- キャリル・トーマス - ハープ